# Březno (Chomutovi járás)
Březno település Csehországban, Chomutovi járásban. Březno Žiželice, Droužkovice, Chbany, Hrušovany, Černovice, Kadaň, Všehrdy, Rokle, Spořice és Nové Sedlo településekkel határos. Lakosainak száma 1439 fő (2024. január 1.).

## Népesség
A település lakosságának változását az alábbi diagram mutatja:
| Lakosok száma | 2837 | 3308 | 3604 | 1961 | 1405 | 1214 | 1311 | 1395 | 1410 | 1439 |
|               | 1869 | 1900 | 1921 | 1961 | 1980 | 2011 | 2016 | 2019 | 2021 | 2024 |